# 1513 a tudományban
Az 1513. év a tudományban és a technikában.

## Események
- Vasco Núñez de Balboa a Panama-csatornán átkelve eljutt a Csendes-óceánhoz.
- Florida felfedezése.
- Niccolò Machiavelli: A fejedelem (a reneszánsz államvezetés elvei)